# Critérium

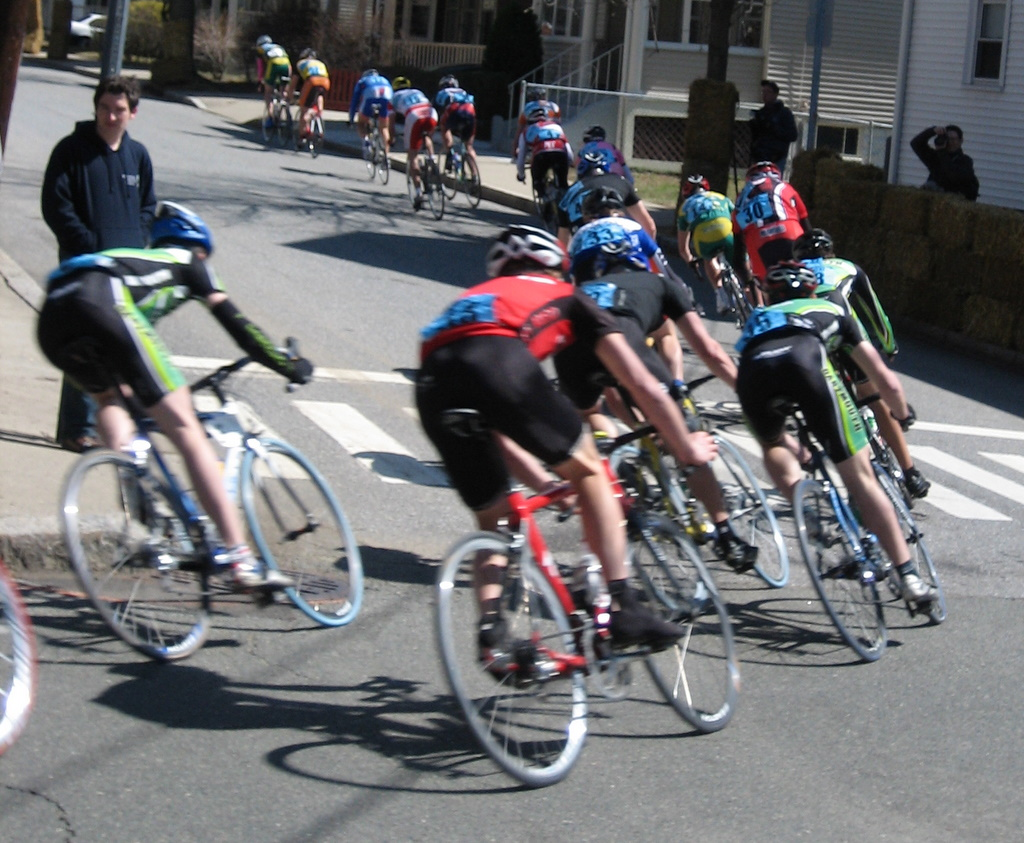
Fin de semana de ciclismo universitario Boston Beanpot, carrera de critérium de la Universidad de Tufts en 2006.

Un critérium (del francés critérium) es un tipo de carrera ciclista amateur o no oficial, disputada en un circuito corto y cerrado al tránsito a menudo en las calles de una ciudad, en la que compiten ciclistas profesionales con no profesionales siendo algunas veces —dependiendo del número de participantes— mayoría los no profesionales. La longitud de carrera puede ser determinada por un número de vueltas o por tiempo. En general, la duración (comúnmente una hora) es más corta que la de una carrera tradicional en carretera. Sin embargo, la velocidad media y la intensidad son sensiblemente superiores. Al ser disputada (por lo general) en circuitos muy cortos, la cantidad de vueltas puede ser del entorno de las 50 o 60 y el aficionado tiene la oportunidad de ver a los ciclistas varias veces.
No debe confundirse con otras carreras que tienen critérium en su nombre como el Critérium Internacional o el Critérium del Dauphiné, entre otras, que mantienen ese término de sus inicios cuando los critériums no estaban regulados y ese término hacía referencia normalmente a carreras "open".
El término critérium también es usado en rally para referirse a una variante de este con una reglamentación distinta. Algunos ejemplos de ello fueron el Criterium Molson du Quebec, prueba canadiense que fue puntuable para el Campeonato Mundial de Rally. En Francia el Critérium des Cévennes o el Criterium de la Chataigne y en España el Critérium de La Rioja o el Critérium Luis de Baviera. También se suele utilizar la palabra critérium en algunas carreras a pie, duatlones y triatlones con una reglamentación distinta a las completamente profesionales.

## Reglamentación
Aunque no tengan consideración de profesionales la Unión Ciclista Internacional las regula con la amenaza de sanciones a los corredores profesionales que participen en aquellas que no se ajuste a su reglamentación o no pidan el permiso oportuno.

### Circuito
A efectos Unión Ciclista Internacional los circuitos deben ser de una longitud mínima de 800 metros a una máxima de 10 kilómetros. Esa longitud también determina un máximo de kilómetros para la carrera.
| Longitud del circuito | Distancia máxima |
| --------------------- | ---------------- |
| 800 a 1599 m          | 80 kilómetros    |
| 1600 a 2999 m         | 110 kilómetros   |
| 3000 a 3999 m         | 132 kilómetros   |
| 4000 a 10000 m        | 150 kilómetros   |

## Critériums pos-Tour de Francia
En Holanda, Bélgica y Francia es muy común la organización de critériums en los meses de julio y agosto donde se invitan a las figuras del Tour de Francia en medio de un ambiente festivo. Aunque nunca se haya confirmado abiertamente, en realidad estos critériums son no competitivos y la mayoría de las veces los ganadores están pactados de antemano por motivos publicitarios.